# Sanry-lès-Vigy
Pour les articles homonymes, voir Sanry-sur-Nied.
Sanry-lès-Vigy est une commune française située dans le département de la Moselle, en région Grand Est. La commune possède l’écart de Méchy.

## Géographie

### Communes limitrophes
| Antilly        | Vigy           |              |
| Charly-Oradour | Sanry-lès-Vigy | Sainte-Barbe |
|                | Failly         |              |

### Hydrographie
La commune est située dans le bassin versant du Rhin au sein du bassin Rhin-Meuse. Elle est drainée par le ruisseau la Bevotte et le ruisseau d'Argancy.
Le ruisseau la Bevotte, d'une longueur totale de 12,1 km, prend sa source dans la commune de Vry et se jette  dans la Moselle à Argancy, après avoir traversé six communes.

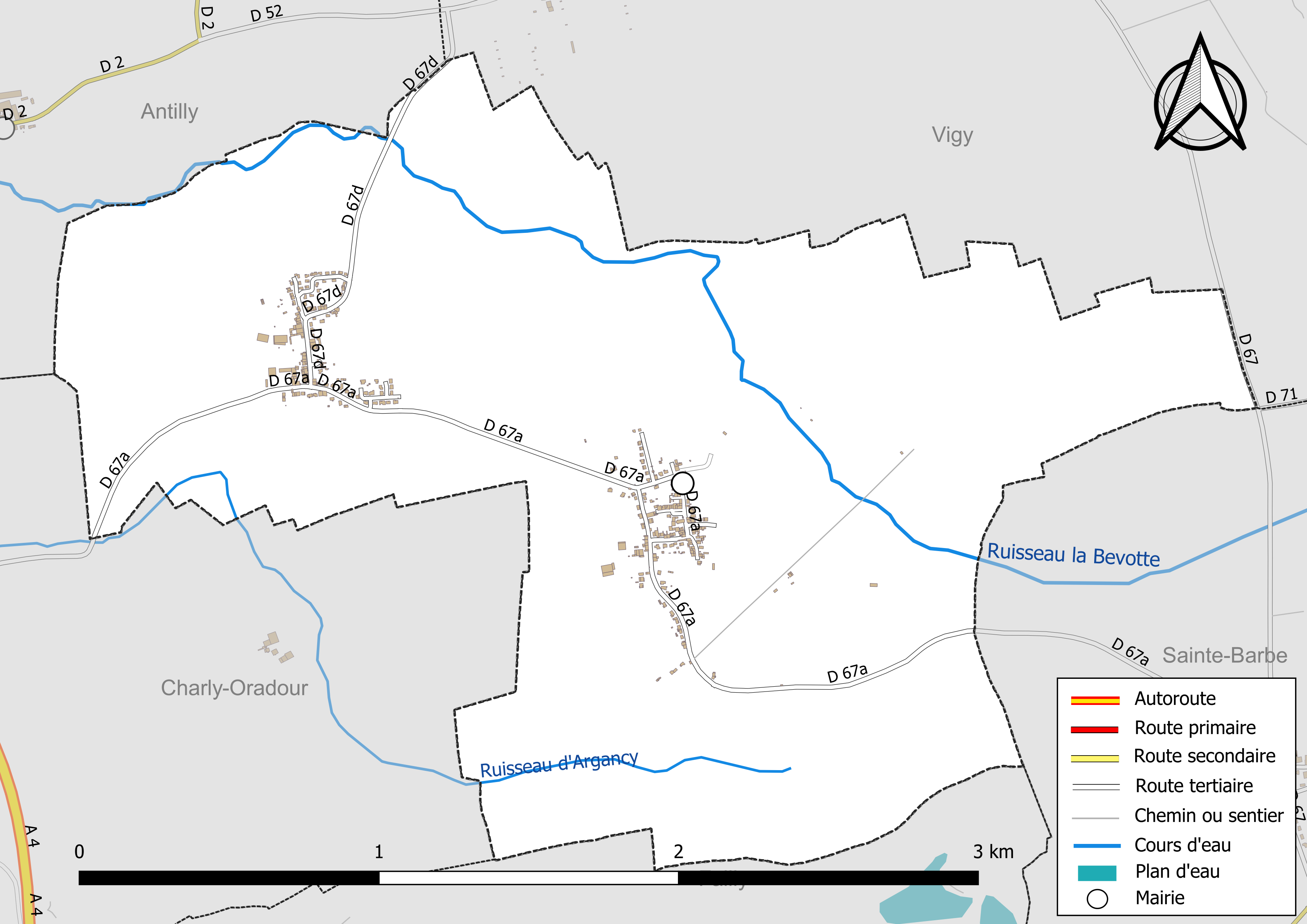
Réseaux hydrographique et routier de Sanry-lès-Vigy.

La qualité des eaux des principaux cours d’eau de la commune, notamment du ruisseau la Bevotte, peut être consultée sur un site spécial géré par les agences de l’eau et l’Agence française pour la biodiversité.

### Climat
Pour des articles plus généraux, voir Climat du Grand Est et Climat de la Moselle.
En 2010, le climat de la commune est de type climat des marges montargnardes, selon une étude du Centre national de la recherche scientifique s'appuyant sur une série de données couvrant la période 1971-2000. En 2020, Météo-France publie une typologie des climats de la France métropolitaine dans laquelle la commune est exposée à un climat semi-continental et est dans la région climatique  Lorraine, plateau de Langres, Morvan, caractérisée par un hiver rude (1,5 °C), des vents modérés et des brouillards fréquents en automne et hiver. 
Pour la période 1971-2000, la température annuelle moyenne est de 9,6 °C, avec une amplitude thermique annuelle de 16,8 °C. Le cumul annuel moyen de précipitations est de 793 mm, avec 12,1 jours de précipitations en janvier et 9,2 jours en juillet. Pour la période 1991-2020, la température moyenne annuelle observée sur la station météorologique de Météo-France la plus proche, « Malancourt », sur la commune d'Amnéville à 13 km à vol d'oiseau, est de 10,2 °C et le cumul annuel moyen de précipitations est de 884,1 mm. 
La température maximale relevée sur cette station est de 39,3 °C, atteinte le 25 juillet 2019 ; la température minimale est de −17,9 °C, atteinte le 5 janvier 1985,,. 
Les paramètres climatiques de la commune ont été estimés pour le milieu du siècle (2041-2070) selon différents scénarios d'émission de gaz à effet de serre à partir des nouvelles projections climatiques de référence DRIAS-2020. Ils sont consultables sur un site spécial publié par Météo-France en novembre 2022.

## Urbanisme

### Typologie
Au 1er janvier 2024, Sanry-lès-Vigy est catégorisée commune rurale à habitat dispersé, selon la nouvelle grille communale de densité à sept niveaux définie par l'Insee en 2022.
Elle est située hors unité urbaine. Par ailleurs la commune fait partie de l'aire d'attraction de Metz, dont elle est une commune de la couronne,. Cette aire, qui regroupe 245 communes, est catégorisée dans les aires de 200 000 à moins de 700 000 habitants,.

### Occupation des sols
L'occupation des sols de la commune, telle qu'elle ressort de la base de données européenne d’occupation biophysique des sols Corine Land Cover (CLC), est marquée par l'importance des territoires agricoles (82 % en 2018), une proportion identique à celle de 1990 (82 %). La répartition détaillée en 2018 est la suivante : 
terres arables (60,8 %), forêts (13,5 %), prairies (11,3 %), zones agricoles hétérogènes (9,9 %), zones urbanisées (4,5 %). L'évolution de l’occupation des sols de la commune et de ses infrastructures peut être observée sur les différentes représentations cartographiques du territoire : la carte de Cassini (XVIIIe siècle), la carte d'état-major (1820-1866) et les cartes ou photos aériennes de l'IGN pour la période actuelle (1950 à aujourd'hui).

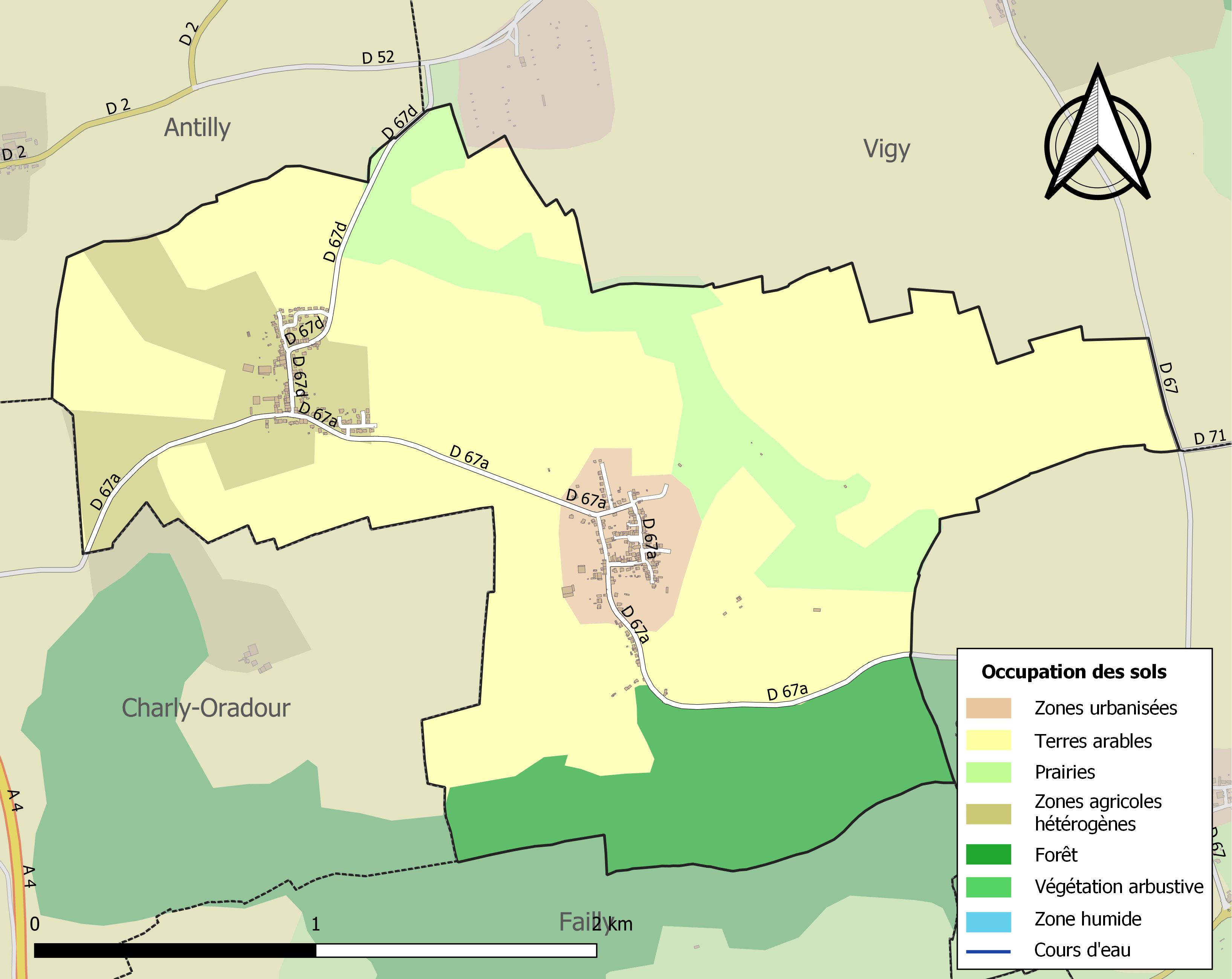
Carte des infrastructures et de l'occupation des sols de la commune en 2018 (CLC).

## Toponymie
- Évolution du nom du village (date dans laquelle le nom apparait)[14] : Sanrey deleiz Vegey (1404) ; Sanrey (1437) ; Sanri (1606) ; Xanrey (1681). Sanringen (1915-1918), Senn bei Wigingen (1940-1944).

## Histoire
Village du Haut-Chemin en Pays messin, dans la seigneurie de Vigy.
Méchy est réuni à Sanry-lès-Vigy par décret du 28 décembre 1811.
La commune était desservie par le chemin de fer de 1908 aux années 1950. Située le long de la ligne de Metz à Anzeling, elle accueillait un trafic voyageurs, postal et marchandises. Aujourd'hui, la ligne est à l'abandon.

## Politique et administration
| Période                                  | Période   | Identité        | Étiquette | Qualité       |
| ---------------------------------------- | --------- | --------------- | --------- | ------------- |
|                                          |           | Charles Brion   |           |               |
|                                          |           | Charles Buzy    |           |               |
|                                          |           | Nicolas Véleur  |           |               |
| Mars 1951                                | Mars 1983 | Philippe MULLER |           |               |
| Mars 1983                                | Mars 1989 | Gilbert MULLER  |           |               |
| Mars 1989                                | Mars 2014 | André Stemart   |           |               |
| Mars 2014                                |           | Lionel Guiraut  |           | Consultant IT |
| Les données manquantes sont à compléter. |           |                 |           |               |

## Démographie
L'évolution du nombre d'habitants est connue à travers les recensements de la population effectués dans la commune depuis 1793. Pour les communes de moins de 10 000 habitants, une enquête de recensement portant sur toute la population est réalisée tous les cinq ans, les populations de référence des années intermédiaires étant quant à elles estimées par interpolation ou extrapolation. Pour la commune, le premier recensement exhaustif entrant dans le cadre du nouveau dispositif a été réalisé en 2006.

En 2022, la commune comptait 507 habitants, en évolution de −4,52 % par rapport à 2016 (Moselle : +0,52 %, France hors Mayotte : +2,11 %).
| 1793 | 1800 | 1806 | 1821 | 1836 | 1841 | 1861 | 1866 | 1871 |
| ---- | ---- | ---- | ---- | ---- | ---- | ---- | ---- | ---- |
| 181  | 200  | 222  | 425  | 425  | 384  | 364  | 350  | 320  |

| 1875 | 1880 | 1885 | 1890 | 1895 | 1900 | 1905 | 1910 | 1921 |
| ---- | ---- | ---- | ---- | ---- | ---- | ---- | ---- | ---- |
| 287  | 270  | 271  | 259  | 263  | 241  | 268  | 264  | 222  |

| 1926 | 1931 | 1936 | 1946 | 1954 | 1962 | 1968 | 1975 | 1982 |
| ---- | ---- | ---- | ---- | ---- | ---- | ---- | ---- | ---- |
| 226  | 235  | 226  | 222  | 223  | 267  | 252  | 282  | 412  |

| 1990 | 1999 | 2006 | 2011 | 2016 | 2021 | 2022 | - | - |
| ---- | ---- | ---- | ---- | ---- | ---- | ---- | - | - |
| 446  | 500  | 530  | 521  | 531  | 515  | 507  | - | - |

## Culture locale et patrimoine

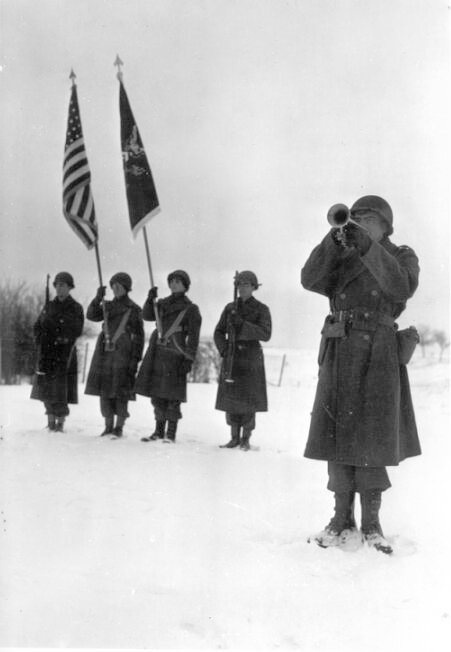
Series of pictures of memorial ceremony for men of Company C, 9th Armored Engineer Battalion. Who were killed during siege of Bastogne, Belgium. Ceremony was held 22 Janurary, 1945 at Sanry-lès-Vigy France. Bugler sounds "taps" as the color guard stands at attention. XX Corps, U.S. Third Army at Sanry-lès-Vigy, France, Source US Army.

### Lieux et monuments

#### Édifices religieux
- église Saint-Nicolas, 1774, restaurée en 1863 ; piéta du XVIIe siècle ; fonts baptismaux du XVIIIe siècle ;
- buste du Christ de pitié posé dans le mur de façade d’une maison en 1883, en souvenir de l'ancienne église de 1775 ;
- la croix noire ;
- monuments aux morts, « Sanry (1870-1871) - Méchy (1914-1918). »

#### Méchy
- croix, 1820 ;

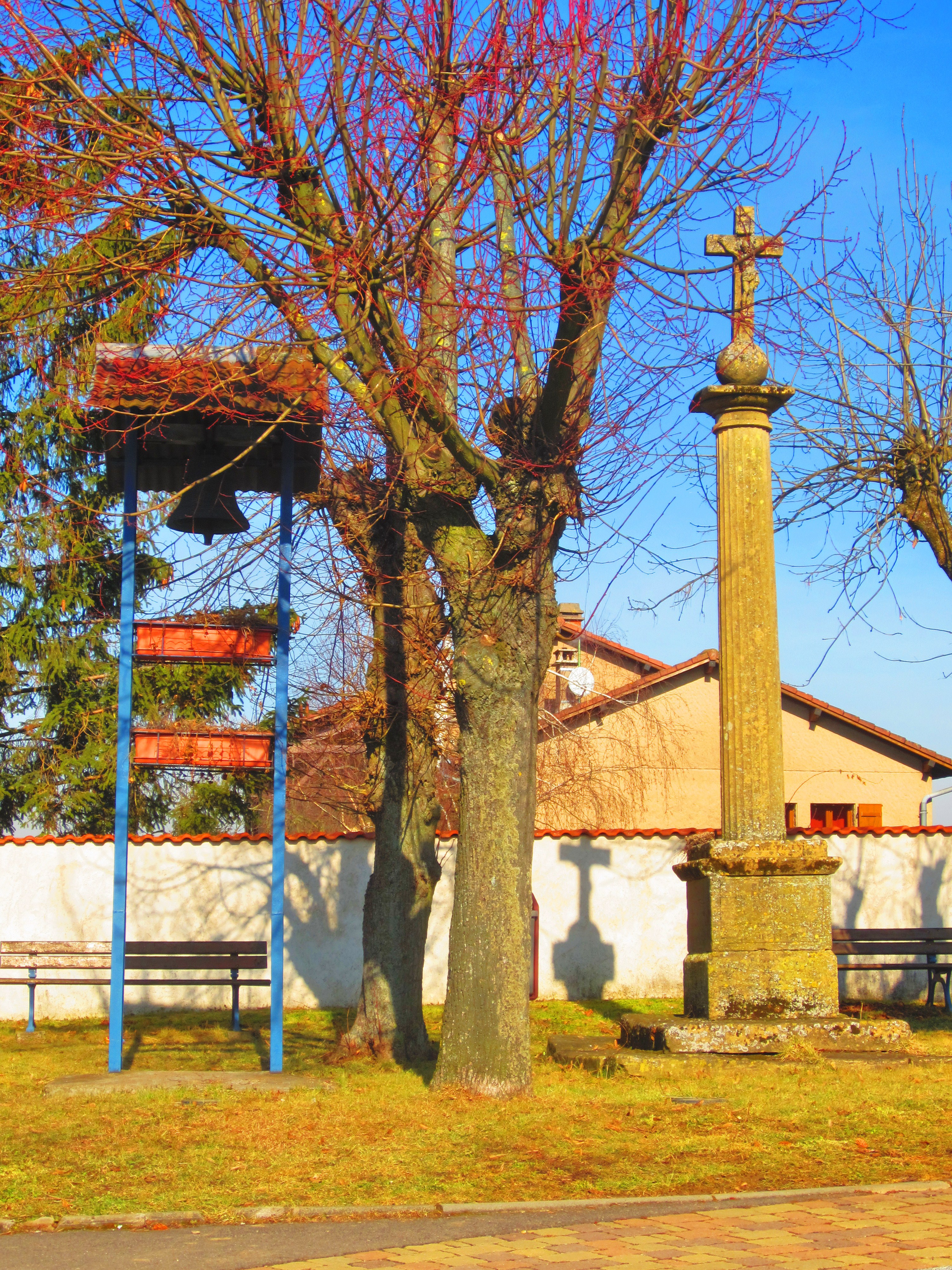
Croix et cloche de Méchy.

- cloche, fondue à Metz par Bideaut (1738), elle servait au rappel des gardiens de cochons ; sert aujourd’hui pour annoncer un mort dans le village ;
- fontaine à tête de lion ;
- choix de fer noire.

### Personnalités liées à la commune
- Pierre Adolphe Nassoy (1850-1922), officier d’administration de 1re classe d’artillerie du 18e corps d’armée, chevalier de la Légion d’honneur (1900), né à Sanry-lès-Vigy[20].

### Héraldique
| Blason de Sanry-lès-Vigy | Blason  | Parti: au 1er mi-parti d'azur à l'aigle bicéphale d'or, au 2e de gueules à la bande d'argent chargée d'une rose de gueules entre deux coquilles de sable.                                                                                           |
| Blason de Sanry-lès-Vigy | Détails | À dextre, armes de l’abbaye de Saint-Arnould de Metz, à laquelle appartenait Sanry ; à senestre, armes de la famille Bouchatte, membre des paraiges messins, qui a possédé la seigneurie de Méchy. Le statut officiel du blason reste à déterminer. |